# NGC 608
NGC 608 é uma galáxia espiral (Sab) localizada na direcção da constelação de Triangulum. Possui uma declinação de +33° 39' 23" e uma ascensão recta de 1 horas, 35 minutos e 28,1 segundos.
A galáxia NGC 608 foi descoberta em 22 de Novembro de 1827 por John Herschel.